# Sara Shepard
Sara Shepard – amerykańska pisarka znana z serii Pretty Little Liars i The Lying Game; obie serie doczekały się ekranizacji ABC Family.

### SeriaPretty Little Liars
- 1 – Pretty Little Liars  (3 października 2006), wydanie polskie Kłamczuchy, tłumaczenie Mateusz Borowski, Wydawnictwo Otwarte
- 2 – Flawless (7 marca 2007), wydanie polskie Bez skazy, tłumaczenie Mateusz Borowski, Wydawnictwo Otwarte
- 3 – Perfect (21 sierpnia 2007), wydanie polskie Doskonałe, tłumaczenie Mateusz Borowski, Wydawnictwo Otwarte
- 4 – Unbelievable (27 maja 2008), wydanie polskie Niewiarygodne, tłumaczenie Mateusz Borowski, Wydawnictwo Otwarte
- 5 – Wicked (25 listopada 2008), wydanie polskie Zepsute, tłumaczenie Mateusz Borowski, Wydawnictwo Otwarte
- 6 – Killer (30 czerwca 2009), wydanie polskie Zabójcze, tłumaczenie Mateusz Borowski, Wydawnictwo Otwarte
- 7 – Heartless (19 stycznia 2010), wydanie polskie Bez serca, tłumaczenie Mateusz Borowski, Wydawnictwo Otwarte
- 8 – Wanted (8 czerwca 2010), wydanie polskie Pożądane, tłumaczenie Mateusz Borowski, Wydawnictwo Otwarte
- 9 – Twisted (5 lipca 2011), wydanie polskie Uwikłane, tłumaczenie Mateusz Borowski, Wydawnictwo Otwarte
- 10 – Ruthless (6 grudnia 2011), wydanie polskie Bezlitosne, tłumaczenie Mateusz Borowski, Wydawnictwo Otwarte
- 11 – Stunning (5 czerwca 2012), wydanie polskie Olśniewające, tłumaczenie Mateusz Borowski, Wydawnictwo Otwarte
- 12 – Burned (4 grudnia 2012), wydanie polskie Rozpalone, tłumaczenie Mateusz Borowski, Wydawnictwo Otwarte
- 13 – Crushed (4 czerwca 2013), wydanie polskie Skruszone, tłumaczenie Mateusz Borkowski, Wydawnictwo Otwarte
- 14 – Deadly (3 grudnia 2013), wydanie polskie Zatrute, tłumaczenie Mateusz Borkowski, Wydawnictwo Otwarte
- 15 - Toxic (3 czerwca 2014), wydanie polskie Toksyczne, tłumaczenie Mateusz Borkowski, Wydawnictwo Otwarte
- 16 - Vicious (2 grudnia 2014), wydanie polskie Mordercze(13 stycznia 2016), tłumaczenie Mateusz Borkowski, Wydanie Otwarte

### Pretty Little Liars– dzieła poboczne
- 4,5 – Pretty Little Liars: Pretty Little Secrets (3 stycznia 2012) Sekrety
- 0,5 – Ali's Pretty Little Lies (2 stycznia 2013) Tajemnice Ali

### SeriaThe Lying Game
- 1 – The Lying Game (7 grudnia 2010) wydanie polskie Gra w kłamstwa
- 2 – Never Have I Ever (2 sierpnia 2011) wydanie polskie Nigdy, przenigdy
- 3 – Truths and A Lie (7 lutego 2012) wydanie polskie Pozory mylą
- 4 – Hide and Seek (31 lipca 2012) wydanie polskie Kłamstwo doskonałe
- 5 – Cross My Heart, Hope To Die (5 lutego 2013) wydanie polskie Aż po grób
- 6 – Minutes in Heaven (30 lipca 2014) wydanie polskie Słodka zemsta

### The Lying Game– dzieła poboczne
- 0,5 – The First Lie: A Lying Game Novella (ebook) (18 grudnia 2012)
- 5,5 – True Lies: A Lying Game Novella (ebook) (4 czerwca 2013)

### SeriaThe Perfectionists
- 1 – The Perfectionists (2 października 2014), wydanie polskie Perfekcyjne

### Dla dorosłych
- The Visibles (5 maja 2009)
- Everything We Ever Wanted (10 października 2011)